# روسدورف
روسدورف (به آلمانی: Rosdorf) یک شهر در آلمان است که در گوتینگن واقع شده‌است. روسدورف ۱۲٬۰۳۳ نفر جمعیت دارد.